# Rzeka Czerwona
Rzeka Czerwona, Song Hong (chiń. upr. 红河; chiń. trad. 紅河; pinyin Hóng Hé; wiet. Sông Hồng lub Hồng Hà; górny odcinek nazywa się po chińsku 元江, Yuán Jiāng) – rzeka w południowych Chinach i północnym Wietnamie. Jej woda niesie z gór ogromne ilości czerwonego mułu, zawierającego związki żelaza, przybierając kolor, od którego pochodzi nazwa rzeki. 
Źródła Rzeki Czerwonej znajdują się w południowochińskiej prowincji Junnan, skąd rzeka wąską i głęboką doliną płynie w kierunku południowo-wschodnim, przepływa przez wietnamską stolicę Hanoi i uchodzi do Morza Południowochińskiego w Zatoce Tonkińskiej, tworząc szybko narastającą deltę o powierzchni ok. 15 tys. km², która jest bardzo istotnym terenem uprawy ryżu. Całkowita długość Rzeki Czerwonej wynosi 1280 km, powierzchnia dorzecza ok. 150 tys. km². Rzeka Czerwona jest żeglowna w dolnym odcinku, a na długości ok. 175 km, do Hanoi – także dla statków morskich. Najważniejszym dopływem Rzeki Czerwonej jest Rzeka Czarna.

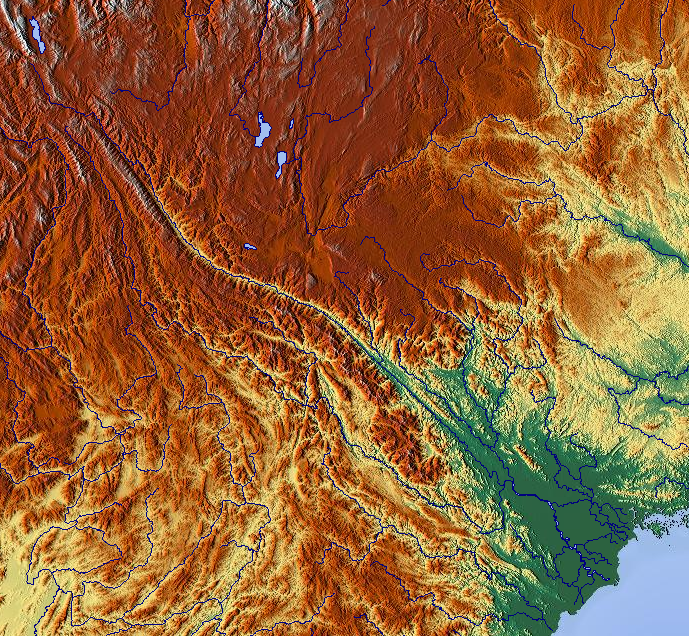
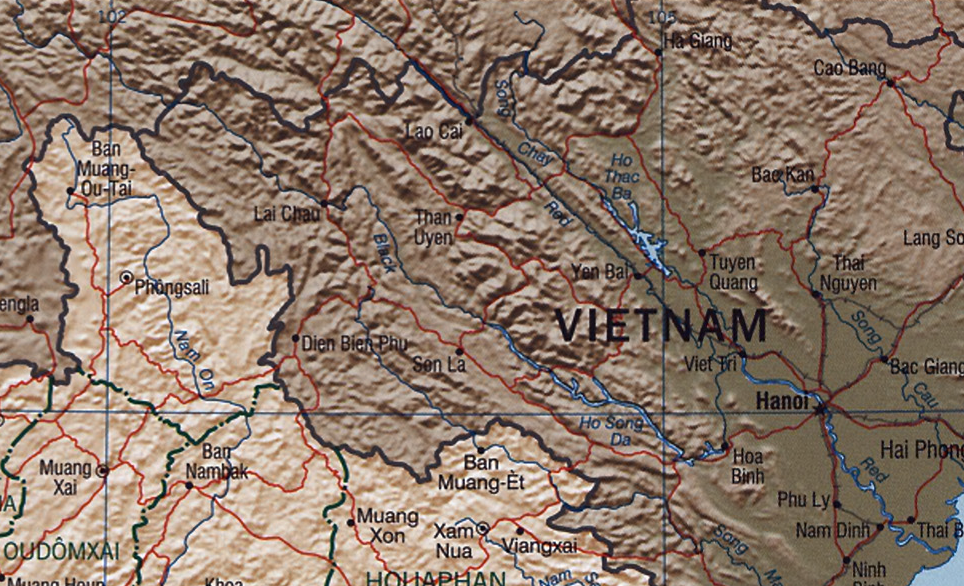
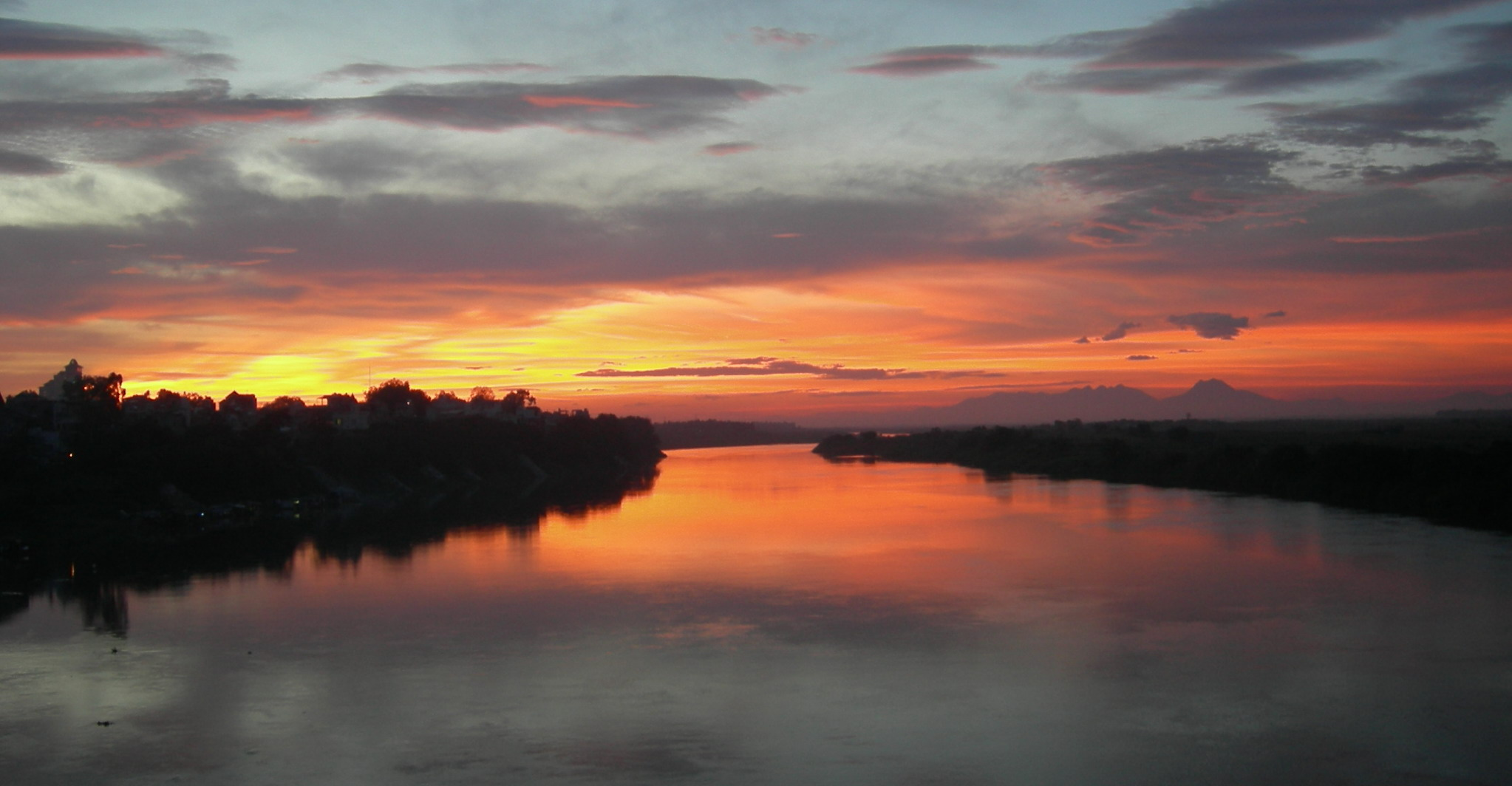
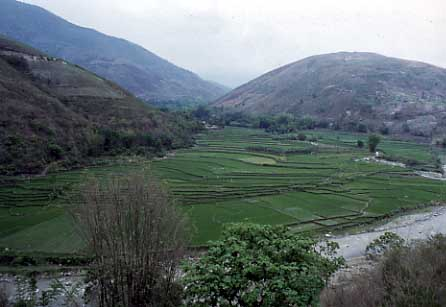